# 울산애니원고등학교
울산애니원고등학교(蔚山애니원高等學校)는 대한민국 울산광역시 중구 성안동에 위치한 공립 고등학교이다.

## 학교 연혁
- 2003년 3월 : 초대 김성규 교장 부임
- 2003년 3월 : 제1회 신입생 입학식
- 2005년 3월 : 만화, 애니메이션, 게임 연구학교 지정(2005~2007)
- 2014년 3월 : 교육부선정 인문소양교육 선도학교 운영
- 2015년 3월 : 미술인문융합중점과정 거점 연구학교 운영
- 2015년 3월 : 영상문화콘텐츠 지역공동 영재학급 운영
- 2024년 9월 1일 : 제9대 최영숙 교장 부임
- 2025년 1월 9일 : 제20회 졸업식(85명) 졸업생 누계(1,908명)
- 2025년 3월 4일 : 제23회 입학식(95명)

## 설치 학과
- 애니메이션과
- 창작만화과
- 컴퓨터게임개발과

## 갤러리

울산애니원고등학교 본관
울산애니원고등학교 갤러리

## 참고 자료
- 울산애니원고등학교 - 한국교육학술정보원 학교알리미